# Tartósfolyás

Tartósfolyási görbék állandó feszültség mellett.
σ_1 = tartósfolyáshatár,
σ_2 = elfogadhatatlanul nagy alakváltozás,
σ_3 és σ_4 = törés

A tartósfolyás vagy kúszás (angolul: creep) az anyagnak az a tulajdonsága, hogy állandóan alakváltozást szenvedjen vagy gátolt alakváltozás esetén az előfeszítés miatt a benne ébredő feszültség állandóan csökkenjen (relaxáció).
A tartósfolyás hosszú ideig tartó olyan terhelés alatt következik be, mely a szakítószilárdságnál és a folyáshatárnál kisebb feszültséget eredményez. A tartósfolyás magasabb hőmérsékleten, az olvadáspont közelében erősebb.
A tartósfolyásnak nagy jelentősége van nagy hőmérsékleten és feszültségszinten működő gépalkatrészek tervezésében és gyártásában.
A károsodás sebessége függ az anyagminőségtől, a terhelés időtartamától, a hőmérséklettől és az alkalmazott terheléstől (feszültségtől). Az anyagban ébredő feszültség és időtartama olyan nagy lehet, hogy az alkatrész többé nem képes megfelelni funkciójának – például egy turbinalapát a tartósfolyás következtében annyira megnyúlhat, hogy a lapát éle és a turbinaház közötti kis hézag eltűnik, a lapát besúrol, ami lapáttöréshez vezet. A mérsékelt tartósfolyás betonnál néha kívánatos is, mivel csökkenti a szerkezeten belüli feszültségeket, melyek egyébként törést okoznának.

## Jellemzői
A tartósfolyást nem követi azonnali törés, hanem az anyag állandóan csekély alakváltozást szenved és hosszabb idő telik el, amíg eltörik. A töréshez tartozó feszültség a szakítószilárdságnál jóval alacsonyabb. A tartósfolyás tehát az anyag időfüggő alakváltozása.
Tartósfolyásra az anyag olvadáspontja abszolút hőmérsékletének mintegy felétől felfelé kell számolni. Ez a viselkedés fontossá teszi számbavételét nagy hőmérsékleten üzemelő berendezéseknél és gépeknél, mint például atom- és hőerőműveknél, sugárhajtású repülőgépek hajtóműveinél, hőcserélőknél stb. Szénacélok folyáshatára a hőmérséklet függvényében kismértékű emelkedés után csökken. A tartósfolyáshatáruk is csökken, de rohamosabban, mint a folyáshatár. Kb. 350 °C-nál száll a tartósfolyáshatár a folyáshatár alá. Ötvözött acéloknál ez a hőmérséklet magasabb, mintegy 450 °C. Könnyűfém ötvözeteknél a tartósfolyáshatár alacsonyabb a kisebb olvadáspont miatt.
Hagyományos hőerőművek túlhevített gőzének hőmérséklete 560-600 °C, gőznyomása pedig 24 MPa vagy még nagyobb értéket is elér. A sugárhajtóművek turbinalapátjainál a hőmérséklet az 1000 °C-ot is eléri, és a lapátokra a gyors forgás miatt jelentős centrifugális erő is hat. Emiatt a tartósfolyás tanulmányozása és mechanizmusának megértése alapvetően fontos.
Gyakorlatilag minden anyag tartósfolyásnak van kitéve megfelelő hőmérsékleten. Alacsony olvadáspontú fémek, műanyagok már szobahőmérsékleten is tartósfolyást szenvednek. A legtöbb forrasztóanyag (ón) és a régi ólomból készült vízvezeték-cső tartósan folyik. Az üveg 500 °C környékén kezd tartósan folyni.

## A tartósfolyás szakaszai
Kezdetben a nyúlás sebessége csökken a nyúlás növekedésével (illetve az idő múlásával). Ezt a szakaszt hívják elsődleges kúszásnak. Ezután a nyúlási sebesség elérhet egy minimális értéket és közel állandó lehet. Ezt másodlagos kúszásnak hívják. Ez az a szakasz, melynek lefolyása a leginkább tisztázott. A „tartósfolyási nyúlás sebességén” általában ennek a szakasznak a sebességét értik. Ennek a sebességnek a feszültségtől való függése a kúszási mechanizmustól függ. A harmadlagos kúszás szakaszában a kúszási sebesség exponenciálisan nő a nyúlás függvényében.

## A kúszás mechanizmusa

### Általános kúszási egyenlet
Az általános kúszási egyenlet:
{\displaystyle {\frac {d\epsilon }{dt}}={\frac {C\sigma ^{m}}{d^{b}}}e^{\frac {-Q}{kT}}}
ahol C az anyagminőségtől és a kúszási mechanizmustól függő állandó, m és b a kúszási mechanizmustól függő kitevő, Q a kúszási mechanizmus aktivációs energiája, {\displaystyle \sigma } az alkalmazott feszültség, d az anyag szemcsenagysága, k a Boltzmann-állandó és T a hőmérséklet.

## Diszlokációs kúszás
A nyírási rugalmassági modulushoz képest nagy feszültségeken a kúszást a diszlokációk mozgása szabja meg. Ha egy anyagban feszültség ébred, képlékeny alakváltozás lép fel benne a csúszási síkokban a diszlokációk elmozdulása következtében.

A diszlokációs kúszásnál {\displaystyle Q=Q_{\text{diszlokációs}}},  m = 4-6 és b=0. Ezért a diszlokációs kúszás erősen függ az alkalmazott feszültségtől, de nincs rá hatással a szemcsenagyság.
Néhány anyagnak rendkívül nagy kitevője van ({\displaystyle n>10}), és ezt a {\displaystyle \sigma _{th}}, "küszöbfeszültség" bevezetésével magyarázzák, mely alatt nem mérhető tartósfolyás. A módosított egyenlet:
{\displaystyle {\frac {d\epsilon }{dt}}=A\left(\sigma -\sigma _{th}\right)^{n}e^{\frac {-Q}{{\bar {R}}T}}}
ahol az {\displaystyle A}, {\displaystyle Q} és {\displaystyle n} konvencionális mechanizmussal magyarázható, (így {\displaystyle 3\leq {n}\leq {10}}).

### Nabarro–Herring-kúszás
A Nabarro–Herring-kúszás a diffúzió okozta kúszás egy formája. Az N–H-kúszás folyamán atomok diffundálnak a rácson keresztül a szemcsék megnyúlását okozva a feszültség tengelye irányában. A Nabarro–Herring-kúszásnál k az atomoknak a rácson keresztül történő diffúziós együtthatójuktól függ, {\displaystyle Q=Q_{\text{diffúzió}}}, m=1 és b=2. Ennélfogva kevéssé függ a feszültségtől és közepesen a szemcsenagyságtól: a kúszási sebesség csökken a szemcsenagyság növekedésével.
A Nabarro–Herring-kúszás erősen függ a hőmérséklettől. A diffúziós egyenlet általános alakja:
{\displaystyle D=D_{o}e^{\frac {Ea}{KT}}}

### Alkalmazások
A tartósfolyásnak atomerőművek tervezésénél különösen nagy szerepe van, mert a kúszási sebességet a nagyenergiájú részecskék besugárzása jelentősen növeli.
Hőerőművek tartós folyás szempontjából kritikus alkatrészeinek (például a turbinaházak nagy átmérőjű csavarjainak) méreteit időszakosan ellenőrzik, és meghatározott maradó nyúlásértéknél lecserélik. Erre azért van szükség, mert a tartósfolyás előrehaladása nemcsak az időnek és a feszültségszintnek függvénye adott anyagnál, hanem a hőmérsékletnek is, és a megengedett hőmérséklet akár kismértékű túllépése is veszélyes maradó alakváltozást okozhat.
A New York-i Világkereskedelmi Központ összeomlása is részben tartósfolyás következménye volt.

## Külső hivatkozások
- Deformation-Mechanism Maps, The Plasticity and Creep of Metals and Ceramics Archiválva 2008. július 27-i dátummal a Wayback Machine-ben
- NIST WTC Briefing Archiválva 2005. szeptember 10-i dátummal a Wayback Machine-ben
- Creep Analysis Research Group – Politecnico di Torino Archiválva 2016. május 14-i dátummal at the Portuguese Web Archive